# Aramæere
Aramæere er personer fra et af de vestsemitiske folk, som fra 1100-tallet dannede stærke småriger i det nordlige Syrien. En aramæer taler aramæisk.
Aramæere (Aramæisk: ܐܪܡܝܐ , Ārāmāye'; Engelsk: Aramaeans) var en vestsemittisk folkegruppe, som var dels nomader og dels pastoralister (fåre- eller fædrift) som levede i øvrige Mesopotamien (bibelske Aram) i løbet af den sene bronzealder og jernalder. Aramæere havde aldrig et samlet rige, men var delt i uafhængige kongedømmer over hele Mellemøsten og den vestlige Asien. Efter bronzealderens sammenbrud blev deres politiske indflydelse begrænset til et antal syrisk-hettittisk stater, som til sidst blev helt og holdent absorberet i det nyassyriske rige i løbet af 700-tallet f.Kr.
I kontrast udviklede deres sprog, gammelaramæisk, sig til at blive lingua franca, fællessprog, for hele den frugtbare halvmåne og i senantikken udviklede det sig til de litterære sprog gammelsyrisk og mandeisk. Forskere har til og med benyttet begrebet "aramaisation" for processen, hvor de assyrisk-babylonske folkene blev aramæisk talende i løbet af den senere jernalder.

## Oprindelse
Aramæernes oprindelse er fortsat usikker grundet den begrænsende andel af dokumentation, hvor aramæerne bliver nævnt i mesopotamiske inskriptioner.
Toponymet (læren om stednavne) A-ra-mu optræder i inskriptioner i Ebla fra 2000-tallet f.Kr. som oplister geografiske navne, og A-ra-me, tilsyneladende dets genitiv form, optræder i en inskription af Naram-Sin af Akkad (ca. 2.250 f.Kr.). Der er ringe forskerenighed angående forholdet (om det i det hele taget eksisterer) mellem disse to steder. Den første gang, aramæerne nævnes som folk, er i inskriptionerne vedrørende den assyriske konge Tiglat-Pileser I, som blev nedfældet mere end tusind år senere. Andre omtaler, som er fundet i arkiverne for oldtidsbyen Mari (ca 1.900 f.Kr.) og ved oldtidsbyen Ugarit (ca 1300 f.Kr.), nævner også et tidlige sted eller et folk, "Aram",.
Byen Aram er også nævnt i Det Gamle Testamente, og senere i Koranen som "Aram på støtterne" (eller Ubar, "den forsvundne by"), og som hjemmet til folket A'ad i regionen Alahqaf الأحقاف (Rub al-Khali).
Nomadiske fårehyrder har altid været omkringrejsende i Mellemøsten, men deres antal synes at variere i henhold til klimatiske forhold og tryk fra nabostater, som har sørget for fast bosætning. Den sene bronzealder synes at have oplevet voksende tørke, svækkede nabostater, og foranlediget, at folkene gik over til sæsonbaseret dyrehold (et sted om vinteren, og et andet sted om somrene) og tilbragte stadig længere og længere tid med sine dyreflokke. Urbane bosætninger mindskede i størrelse indtil til sidst nomadiske fårehyrder blev den dominerende levestil i regionen. Disse meget mobile, konkurrerende stammefolk, som foretog pludselige overfald, blev en vedvarende trussel for handelen over længere distancer og forstyrrede indsamlingen af skatter og tributter. Tidlig i 1.300-tallet f.Kr. kom det meste af Israel ind under aramæisk styre i 8 år i henhold til den bibelske Dommerbogen indtil dommeren (egentlig en form for høvding) Otniel besejrede styrkerne under Chushan-Rishathaim, konge af Aram Naharaim eller nordvestlige Mesopotamien. "Siden havde landet [Israel] fred i 40 år." Navnet Aram Naharaim betyder "de to floders Aram". Andre steder, som nævnes i Bibelen, omfatter Aram-Damaskus og Aram Rehob.
Folket Ahlamû (= vandrerne) er først nævnt i Amarnabrevene som hentyder til kongen af Babylon; tilstedeværelsen af Ahlamû er også attesteret i Assyrien, Nippur og selv ved Dilmun (Bahrain); Salmanassar I (1.274-1.245 f.Kr.) besejrede Shattuara, konge af Mitanni og hans lejesoldater fra det hettittiske rige og fra Ahlamû. Begrebet synes at svare til det egyptiske begreb Shasu (Shsw = vandrer), og som synes at erstatte fredløse 'Apiru (kileskrift SA.GAZ) som en betydelig årsag for ustabilitet i egyptiske Levanten fra regimet under farao Tutankhamon og frem over. I det påfølgende århundrede brød Ahlamû vejen fra Babylon til Hattusa, og Tukulti-Ninurta I (1.244-1.208 f.Kr.) hævdede, at han erobrede Mari, Hana og Rapiqum ved floden Eufrat og "Ahlamûs bjerge", hvorved åbenbart menes regionen Jebel Bishri.

## Bronzealderens sammenbrud
For første gang som en inskription fra Tiglat-Pileser I (1.115–1.077 f.Kr.) viser til "Ahlamû-arameerne" (Ahlame Armaia) og kort tid efter forsvinder Ahlamû hurtigt fra de assyriske årbøger og blev erstattet af aramæerne (Aramu, Arimi). "Ahlamû-Aramaeans" ville betragte aramæerne som en betydelig og med tiden en dominerende fraktion af Ahlamû-stammerne, det er imidlertid mulig, at disse to folk ikke havde noget som helst til fælles, men opererede i det samme område. Det er muligt, at navnet "arameere" var en mere præcis form for tidligere etnonym Martu (amoritter, "de vestlige") i de assyriske tavler.
Aramæere var i 1000-tallet f.Kr. etableret i Syrien. Bibelen fortæller, at de jødiske konger Saul, David og Salomo (slutningen af 1000- til 900-tallet f.Kr.) kæmpede mod aramæiske kongedømmer på den anden side af Israels nordlige grænse: Aram-Sôvah i Beq’a, Aram-Bêt-Rehob og Aram-Ma’akah omkring Hermonbjerget, Geshur i Hauran, og Damaskus. Længere i nord var arameere i besiddelse af Hamat ved floden Orontes og blev snart stærke nok til at skille sig fra den nyhettittiske blok.

## Det nyassyriske rige
Aramæerne erobrede i løbet af 900- og 800-tallet f.Kr. Sam’al (Zenjirli), også kendt som Yaudi, regionen fra Arpad ved Aleppo i dagens Syrien, og som de omdøbte til Bît-Agushi, og Til Barsip, som blev hovedstaden for Bît-Adini, også kendt som Beth Eden. På samme tid flyttede aramæerne til områder øst for floden Eufrat, hvor de bosatte sig i et så stort antal, at hele regionen blev kendt som Aram-Naharaim eller "Aram af de to floder". En af deres tidligste kongedømmer i Mesopotamien var Bît-bahiâni (Tell Halaf). Nord for Sam'al var den aramæiske stat Bit-Gabari, sammenpresset mellem de nyhettittiske stater Karkemisj, Gurgum, Tabal, Khattina og Unqi. Mens disse senere stater opretholdt et nyhettittisk hieroglyfisk skriftsprog for offentlig kommunikation, synes det som om, at befolkningen i disse små stater i voksende grad blev aramæiserede.
Aramæiske kongedømmer blev underkuede af Adad-Nirari II, Asurnasirpal II, og hans søn Salmanassar III, som ødelagde mange af de små stammer og gav kontrollen over Syrien og den lokale handel og naturressourcerne til assyrerne. Selv uden en egen stat fortsatte aramæerne at være tilstede i Mellemøsten og det vestlige Asien.

## Sprog
Aramæerne er først og fremmest defineret ved deres brug af det vestsemittiske gammelaramæiske sprog (1100 f.Kr.-200 e.Kr.), og det blev først benyttet i skriftlige sprog ved hjælp af det fønikiske alfabet, men over tid blev det modificeret til at benytte et særlig aramæisk alfabet.
Så tidlig som i 700-tallet f.Kr. konkurrerede aramæisk sprog og skrift med det østsemittiske akkadiske sprog og kileskrift i Assyrien, og der efter spredte aramæisk sig over hele Orienten. Omkring 500 f.Kr. var aramæisk blevet lingua franca, fællessprog, i Akamenideriget (det persiske rige). Selv sproget blev marginaliseret af græsk i den hellenistiske epoke forblev det fellæsdialekten for alle folkene i regionen indtil den islamske erobring af Mesopotamien på 600-tallet e.Kr.
Det sene gammelaramæiske sprog til Akamenideriget udviklede sig til mellemaramæisk-syrisk sprog i romerske Syrien og det blev det liturgiske sprog for syriske kristne.

## Religion og kunst
Det synes fra deres inskriptioner foruden også deres navn, at arameerne dyrkede sumeriske-akkadiske og kanaanitiske guder så som Haddad (Adad), stormguden, El, den øverste guddom i Kanaan, Sin, Istar (som de kaldte ‘Attar), den fønikiske gudinde Anat (‘Atta) og andre.
Det synes som om aramæerne fulgte og tilpassede sig traditionerne til det landet, som de bosatte sig i. Eksempelvis ansatte kongen af Damaskus fønikiske skulptører og elfenbenskunstnere. I Tell Halaf (Guzana), paladset for Kapara, en aramæisk hersker på 800-tallet f.Kr., var dekoreret med store stående sten (ortostat) og med statuer, som fremviste en blanding af mesopotamisk, hettittisk og hurrittiske indflydelse.